# 다카기촌 (지바현)
다카기촌(高木村)은 지바현 히가시카쓰시카군에 일찍이 존재했던 촌이다. 현재의 마쓰도시 동부에 해당한다.

## 역사
- 1889년 4월 1일 - 정촌제 시행에 수반해 히가시카쓰시카 다카기촌이 성립하였다.
- 1943년 4월 1일 - 마쓰도정, 마바시촌과 합병해, 마쓰도시가 신설되어, 동일 다카기촌은 폐지되었다.